# Holboca
Holboca es una comuna ubicada en el distrito de Iași, Rumania.

## Superficie
Cuenta con una superficie de 52,65 kilómetros cuadrados.

## Demografía
Hasta 2021 la población era de 13 697 habitantes, con una densidad de población de 260,2 habitantes por kilómetro cuadrado.